# Tricyphona acicularis
Tricyphona (Tricyphona) acicularis là một loài ruồi trong họ Pediciidae. Chúng phân bố ở vùng sinh thái Palearctic.